# 組織認同
組織認同（{{lang-en|Organizational Identification）是指成員對自己所支持的組織已有特定的認同感能把個體與組織做出連結。